# Aibara Shirō

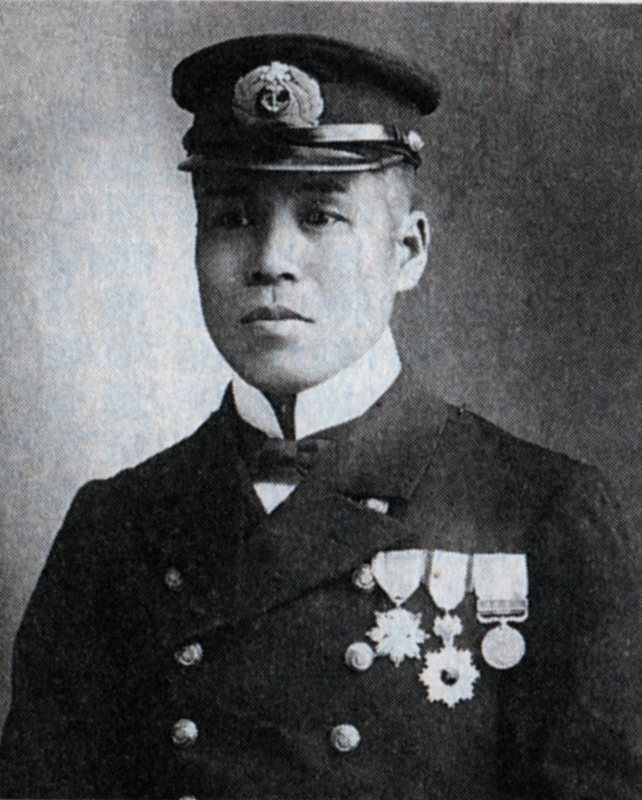
Aibara Shirō

Aibara Shirō (jap. 相原 四朗; * 2. August 1880 in Matsuyama, Präfektur Ehime; † 8. Januar 1911 in Berlin) war ein japanischer Marineoffizier und Luftfahrtpionier.

## Leben
Aibara Shirō war Kapitänleutnant der Kaiserlich Japanischen Marine. Gemeinsam mit Hino Kumazō lernte er in Deutschland in Berlin-Johannisthal die Fliegerei. 
Zurück in Japan, entwickelte er in Zusammenarbeit mit Tanakadate Aikitsu, Professor an der Universität Tokio, das erste japanische Fluggerät. Es bestand aus Bambus und Weißblech und feierte seinen Jungfernflug am 5. Dezember 1909 in Tokio.
Im März des folgenden Jahres ging Aibara erneut nach Deutschland, um am Meteorologischen Observatorium Lindenberg bei Berlin zu studieren.
Aibara Shirō starb am 8. Januar 1911 an den Folgen eines Flugzeugabsturzes. Er war das erste japanische Opfer der Luftfahrtsgeschichte.